# NGC 70
NGC 70 es una galaxia espiral localizada en la constelación de Andrómeda. Fue descubierto el 11 de septiembre de 1784 por R. J. Mitchell y también fue observado el 19 de diciembre de 1897 por Guillaume Bigourdan de Francia, quien lo describió como "extremadamente débil, muy pequeño, redondo, entre 2 estrellas débiles".